# Coleoidea
Coleoidea zijn een onderklasse van de Cephalopoda (inktvissen).

## Superorden
- Decapodiformes
- Octopodiformes